# Ri Jun-il
Ri Jun-il (en coreano: 리준일; Pionyang, Corea del Norte; 24 de agosto de 1987) es un futbolista norcoreano. Juega como defensa y su equipo actual es el Sobaeksu de la Liga de fútbol de Corea del Norte.

## Selección nacional
Ha sido internacional con la Selección de fútbol de Corea del Norte en 37 partidos internacionales sin goles.

### Participaciones en Copas del Mundo
| Mundial                        | Sede      | Resultado    | Partidos | Goles |
| ------------------------------ | --------- | ------------ | -------- | ----- |
| Copa Mundial de Fútbol de 2010 | Sudáfrica | Primera fase | 3        | 0     |

## Clubes
| Club     | País            | Año           |
| -------- | --------------- | ------------- |
| Sobaeksu | Corea del Norte | 2008-presente |